# エイムウェル
エイムウェル（Aimwell、1782年 - 不明）はイギリスの競走馬である。1785年にダービーステークスを制し、三大始祖以外の父系に属す馬として唯一のクラシック勝利馬となった。馬名はジョージ・ファーカーのコメディ『伊達男の策略（英語: The Beaux' Stratagem）』の主人公エイムウェル男爵より。

## 経歴
エイムウェルが制したのは1785年5月5日に行われた第6回ダービーステークスである。ダービーは前年8ハロンから12ハロンに延長されており、この年もエプソム競馬場の芝12ハロンで行われた。出走馬は10頭、チャールズ・ヒンドレー騎乗のエイムウェルは7対1の8倍のオッズであった。結果はチャールズに導かれたエイムウェルが2着グランサム、3着ヴェルジュースを抑えて優勝、1,023ギニーの賞金を獲得した。
生産者、馬主である初代クラーモント伯爵ウィリアム・フォーテスキューはこの年幸運に恵まれ、1週間後にはトライフルでオークスを制し、ダービー・オークス両制覇を成し遂げた最初の人物となった。
なお、1786年春にニューマーケットで負けた後の記録は一切残っておらず、その後の消息は不明。ジェネラルスタッドブックに1頭も産駒は登録されておらず、種牡馬としてどれだけ供用されたかも不明である。この馬を最後に、イギリスから三大始祖以外の父系に属する馬はほぼ姿を消した。

## 血統表
| エイムウェルの血統          | エイムウェルの血統                                  | エイムウェルの血統                                  | （血統表の出典）                                    | （血統表の出典）   |
| 父系                        | オルコックアラビアン系                              | オルコックアラビアン系                              | オルコックアラビアン系                              | [ § 2 ]            |
| 父 Mark Anthony 1767年 鹿毛 | 父の父Spectator 1749年 鹿毛                         | Crab                                                | Alcock Arabian                                      | Alcock Arabian     |
| 父 Mark Anthony 1767年 鹿毛 | 父の父Spectator 1749年 鹿毛                         | Crab                                                | Basto Mare                                          |                    |
| 父 Mark Anthony 1767年 鹿毛 | 父の父Spectator 1749年 鹿毛                         | Partner Mare                                        | Partner                                             | Partner            |
| 父 Mark Anthony 1767年 鹿毛 | 父の父Spectator 1749年 鹿毛                         | Partner Mare                                        | Bonny Lass                                          |                    |
| 父 Mark Anthony 1767年 鹿毛 | 父の母Rachel 1763年 鹿毛                            | Blank                                               | Godolphin Arabian                                   | Godolphin Arabian  |
| 父 Mark Anthony 1767年 鹿毛 | 父の母Rachel 1763年 鹿毛                            | Blank                                               | Little Hartley Mare                                 |                    |
| 父 Mark Anthony 1767年 鹿毛 | 父の母Rachel 1763年 鹿毛                            | Regulus Mare                                        | Regulus                                             | Regulus            |
| 父 Mark Anthony 1767年 鹿毛 | 父の母Rachel 1763年 鹿毛                            | Regulus Mare                                        | Soreheels Mare                                      |                    |
| 母 Herod Mare 1774年 鹿毛   | 母の父Herod 1758年 鹿毛                             | Tartar                                              | Partner                                             | Partner            |
| 母 Herod Mare 1774年 鹿毛   | 母の父Herod 1758年 鹿毛                             | Tartar                                              | Meliora                                             |                    |
| 母 Herod Mare 1774年 鹿毛   | 母の父Herod 1758年 鹿毛                             | Cypron                                              | Blaze                                               | Blaze              |
| 母 Herod Mare 1774年 鹿毛   | 母の父Herod 1758年 鹿毛                             | Cypron                                              | Selima                                              |                    |
| 母 Herod Mare 1774年 鹿毛   | 母の母Snap Mare                                     | Snap                                                | Snip                                                | Snip               |
| 母 Herod Mare 1774年 鹿毛   | 母の母Snap Mare                                     | Snap                                                | Fox Mare                                            |                    |
| 母 Herod Mare 1774年 鹿毛   | 母の母Snap Mare                                     | The Gower Stallion Mare                             | The Gower Stallion                                  | The Gower Stallion |
| 母 Herod Mare 1774年 鹿毛   | 母の母Snap Mare                                     | The Gower Stallion Mare                             | Childers[Grey] Mare                                 |                    |
| 母系(F-No.)                 | 10号族(FN:10)                                       | 10号族(FN:10)                                       | 10号族(FN:10)                                       | [ § 3 ]            |
| 5代内の近親交配             | Basto Mare S4×M5 = 9.38%, Partner S4×M4 = 12.50% 他 | Basto Mare S4×M5 = 9.38%, Partner S4×M4 = 12.50% 他 | Basto Mare S4×M5 = 9.38%, Partner S4×M4 = 12.50% 他 | [ § 4 ]            |
| 出典                        | 1. 2. 3. 4.                                         | 1. 2. 3. 4.                                         | 1. 2. 3. 4.                                         | 1. 2. 3. 4.        |